# Chiesa di San Pietro Apostolo (Ameglia)
La chiesa di San Pietro Apostolo è un tempio cattolico situato nella frazione di Montemarcello, nel comune di Ameglia in provincia della Spezia.

## Storia
La Chiesa in origine era stata costruita nel 1474 in forme rinascimentali.
Una successiva fase di ristrutturazione e di ampliamento in forme barocche della chiesa ha avuto luogo tra il 1643 e il 1683. 

In questa occasione ne è stato mutato anche l’orientamento.
La chiesa è censita dal FAI.

## Architettura

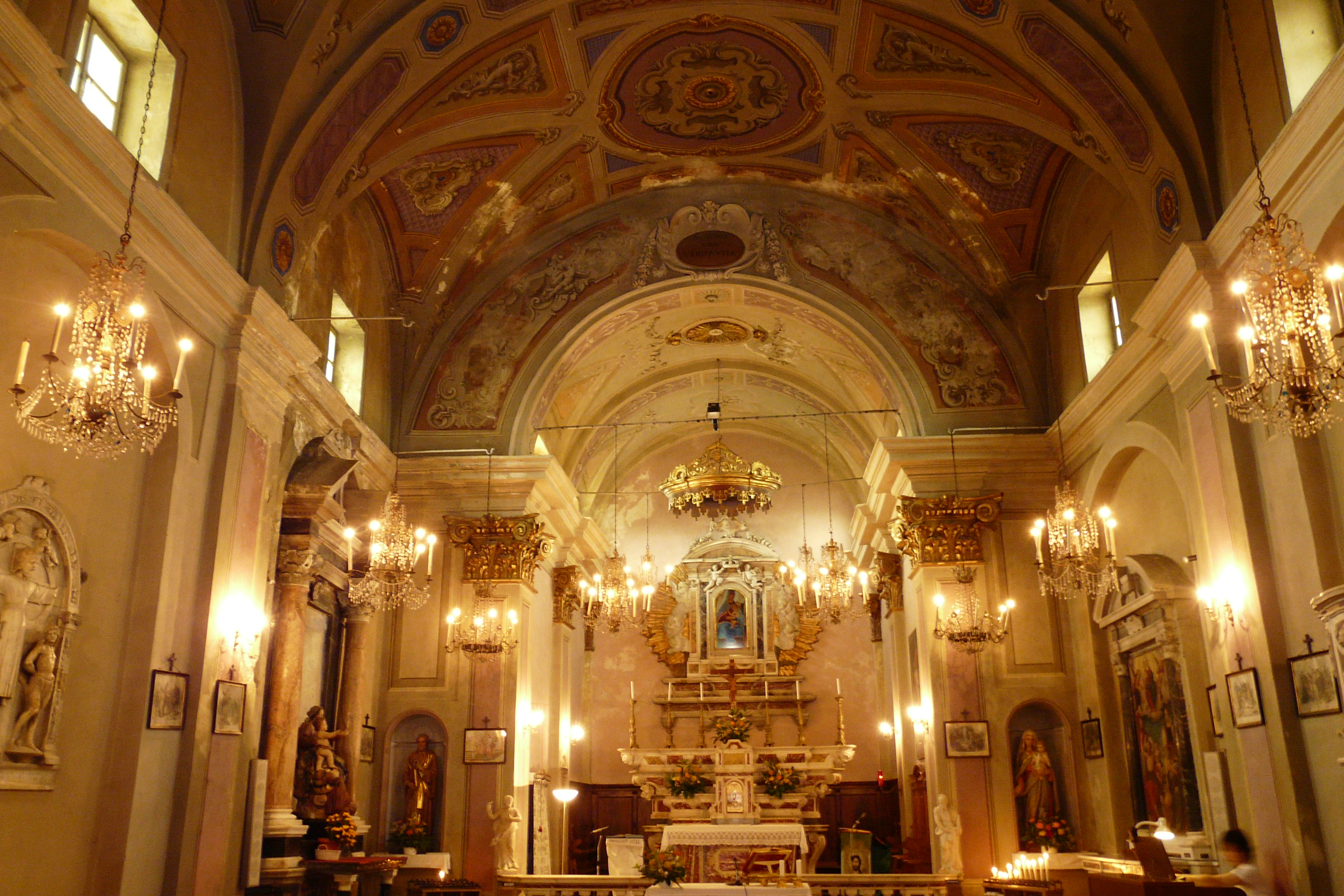
Chiesa di San Pietro
Interno

La facciata attuale, di colore rosa, si presenta nelle consuete forme del XVII secolo, a due ordini ripartiti da lesene con semplici capitelli ionici e festoni. 

Al centro del portale barocco un altorilievo in marmo raffigura un ostensorio. Sopra il portale, in  una nicchia, è la statua di San Pietro e più in alto una barocca finestra quadrilobata dà luce all’interno.

Il coronamento della facciata è dato da un fastigio curvilineo affiancato da due pinnacoli alle estremità.

La porta in legno (XX secolo) dedicata a Maria madre della Chiesa è opera dello scultore Italo Bernardini.

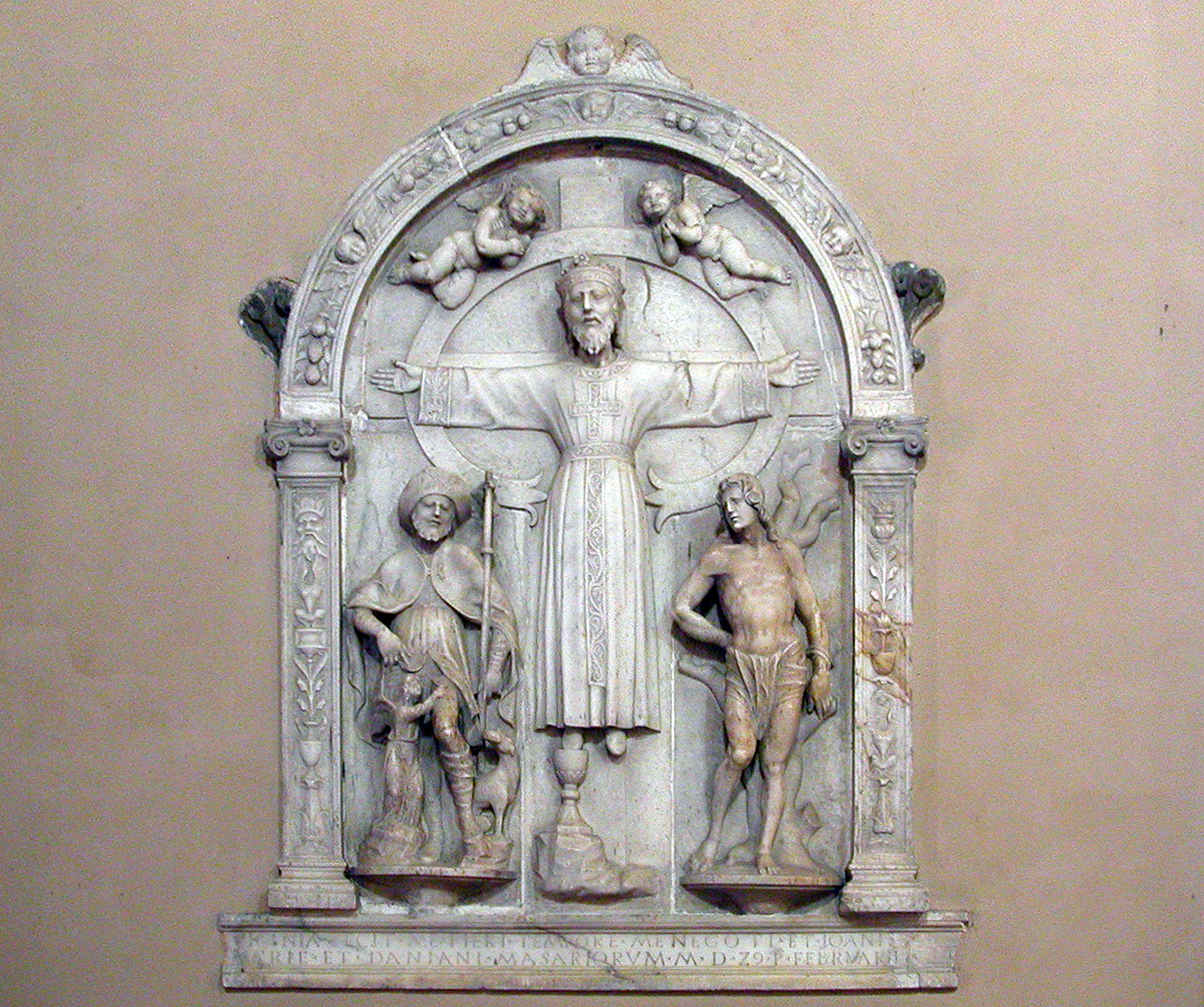
Domenico Gar
Pala del Volto Santo, 1529

L’interno, a navata unica, conserva parti della chiesa originaria nella cappella che si apre a sinistra.

In essa  si trovano una bellissima opera lignea dedicata alla Madonna del Rosario; di fronte è esposto un trittico del XV secolo recentemente ricomposto e restaurato. 

Al centro, sull'altare, un Sant'Antonio con il Bambino della bottega di Domenico Piola.
Nella parete sinistra della navata è una pala marmorea dedicata al Volto Santo tra San Rocco  e San Sebastiano. 

L’opera, datata 1529, è opera dello scultore  Domenico Gar detto il Franciosino .
La chiesa è affiancata a sinistra da un campanile di colore rosa come l'edificio stesso.